# 博徒百人
『博徒百人』（ばくとひゃくにん）は、1969年5月14日に公開された日本の映画である。監督は野村孝。主演は高橋英樹。日活制作。

## 概要
博徒百人シリーズ第一弾。
波書房の島村喬の作品をベースにした作品。
昭和初期の九州を舞台に、強欲な親分に縄張りを取られた挙句に殺された親分の息子が跡目を継いで、宿敵に復讐する任侠活劇。

## キャスト
- 江頭悟：高橋英樹
- 加代：和泉雅子
- 立花政吉：宍戸錠
- 秋枝清次郎：江原真二郎
- 郷田鉄五郎：安部徹
- 江頭大作：佐々木孝丸
- 大月半次：深江章喜
- 竜子 ： 河村有紀
- 寺前親分 ： 藤竜也
- 刑事： 長弘
- お神楽の松 ： 木島一郎
- 阿部又市 ： 久遠利三
- 加賀武吉 ： 河野弘
- 健 ： 柳瀬志郎
- 戸畑の万吉 ： 榎木兵衛
- 郷田組組員 ： 市村博
- 向山組組員 ： 小林亘
- 斉賀組組員 ： 伊豆見英輔
- 郷田組組員 ： 本目雅昭、荒井岩衛
- 寺前組組員 ： 高橋明
- かね： 新井麗子
- 郷田組組員： 岩手征四郎
- 傷留 ： 熱海弘到
- 郷田組組員 ： 有村道宏、矢藤昌宏
- 刑務官： 平塚仁郎
- こまつ： 横田楊子
- 所作指導：笛田直一
- 技斗 ： 高瀬将敏
- 村井磯吉： 嵐寛寿郎
- ひろ子：山本陽子
- 斉賀： 二谷英明
- 向山： 小林旭

## スタッフ
- 監督 ： 野村孝
- 脚本： 山崎巌
- 企画 ： 森山幸晴
- 原作 ： 島村喬
- （波書房刊「殺しの祭典」より）
- 音楽： 松浦三郎

## 同時上映
『前科 仮釈放』
- 脚本：池上金男 / 監督：小澤啓一 / 主演：渡哲也
- 『前科』シリーズ第1弾。